# Staalblauwe spinselbladwesp
De staalblauwe spinselbladwesp (Acantholyda erythrocephala) is een vliesvleugelig insect uit de familie van de spinselbladwespen (Pamphiliidae). De wetenschappelijke naam is gepubliceerd in 1758 door Linnaeus in de tiende editie van Systema naturae.